# De doodgewoonste dingen
"De doodgewoonste dingen" is een nummer van de Nederlandse closeharmonygroep Passe-Partout uit 1976.
Het nummer is geschreven door groepslid Cor Versteeg, die eerder verschillende carnavalsliedjes geschreven had voor Brabantse artiesten. Het lied is afkomstig van het gelijknamige album van de groep. Het kwam op 22 januari 1977 de Nederlandse Top 40 binnen. In een verblijf van zes weken in deze lijst wist deze Alarmschijf de 15e plek te halen. In 2005 wordt het nummer opnieuw uitgebracht onder de titel "Vrede in jezelf met de doodgewoonste dingen". De opbrengsten van deze versie kwamen ten goede aan armoedebestrijding.

## NPO Radio 2 Top 2000
De doodgewoonste dingen stond alleen in 1999 in de NPO Radio 2 Top 2000, op plek 1651.